# Thysanoprymna haemorrhoidea
Thysanoprymna haemorrhoidea là một loài bướm đêm thuộc phân họ Arctiinae, họ Erebidae.